# Andronik Asan
Andronik Asan je bio bugarsko-bizantski plemić, epitropos Moreje. Bio je i predak nekih bizantskih careva.
Majka mu je bila princeza Irena Palaiologina, carica Bugarske, čiji je otac bio car Mihael VIII. Paleolog. Irena je sina nazvala po svome bratu, caru Androniku II. Paleologu.
Otac Andronika je bio Irenin muž, car Ivan Asen III.
Andronik je oženio ženu nepoznatog imena, ali je ona znana kao Tarchaneiotissa. Imali su nekoliko djece:
- Manuel Komnen Raul Asan
- Ivan Asan
- Irena Asanina
- Helena (umrla mlada)

Manuel je bio vojni zapovjednik (strategos) te guverner Bizyea. Oženio je Anu Komnenu Duku Paleolog Synadene, čija je baka bila Teodora Paleolog Synadene.
Ivan je bio guverner Melenikona i Morrhe. Bio je suprug kćeri Aleksija Apokaukosa i kćeri Disypatosa.
Irena je bila carica, supruga cara Ivana VI. Kantakuzina.